# 龜山 (宜蘭縣)
龜山，又名龜山島山，為龜山島最高點，行政上屬於臺灣宜蘭縣頭城鎮龜山里，因位於島上的「龜甲」部分，又名龜甲山。海拔397.65公尺，過去測高為401公尺，一說包含山頂高3公尺的軍事建築為401公尺，因此亦有401高地一稱。
龜山島於戰後長期實施軍事管制，使得龜山擁有相當原始的自然生態。山頂的軍事建築建有觀景平台，可俯瞰全島、遠眺臺灣。原立有一等三角點，今已遺失，現存聯勤總部補立的內補028號一等三角點。2003年，行政院體育委員會（今教育部體育署）將龜山選為臺灣小百岳之一，東北角海岸國家風景區管理處亦整建登山步道，有限度開放民眾申請入山，有意促進宜蘭觀光。但該山登頂不易，且有登山人潮衝擊環境的疑慮，故於2006年除名。